# Pareurystomina tenuicauda
Pareurystomina tenuicauda is een rondwormensoort uit de familie van de Enchelidiidae. De wetenschappelijke naam van de soort is voor het eerst geldig gepubliceerd in 1950 door Schuurmans Stekhoven.